# Jaime Fuster
Jaime Benito Fuster Berlingeri (Guayama, 12 de enero de 1941-Guaynabo, 3 de diciembre de 2007), fue un juez, político y profesor puertorriqueño.
En el momento de su fallecimiento se desempeñaba como Juez Asociado del Tribunal Supremo de Puerto Rico. Fue también una importante figura académica de su país: profesor de derecho y decano de la Escuela de Derecho de la Universidad de Puerto Rico. Presidió la Pontificia Universidad Católica de Puerto Rico.
Obtuvo su bachillerato de la Universidad de Notre Dame en 1962 y su grado en derecho de la Universidad de Puerto Rico en 1965. Luego estudió una maestría en la Universidad de Columbia. Recibió un doctorado honoris causa otorgado por la Universidad de Temple en 1985.
Fue elegido Comisionado Residente de Puerto Rico en las elecciones de 1984. Durante su término (1985-1992) fungió como presidente del Caucus Hispano en la Cámara de Representnates. En 1992, el gobernador Rafael Hernández Colón lo nomina para una silla en el Tribunal Supremo. Fue confirmado por el Senado de Puerto Rico y comenzó sus funciones como Juez Asociado el 4 de marzo de 1992.